# El meu any preferit
El meu any preferit (títol original: My Favorite Year) és una pel·lícula de comèdia de 1982 dirigida per Richard Benjamin que explica la història d'un jove guionista de comèdies. Protagonitzada per Peter O'Toole, Mark Linn-Baker, Jessica Harper, Joseph Bologna, Lou Jacobi, Bill Macy, Lainie Kazan, Selma Diamond, Cameron Mitchell i Gloria Stuart. O'Toole va obtenir la seva setena nominació com a millor actor als Premis Oscar per la seva interpretació. Ha estat doblada al català.

## Argument
L'estiu de 1954 el jove guionista de televisió, Benjy Stone (Mark Linn-Baker), és col·laborador en un reeixit sitcom protagonitzat per Stan "King" Kaiser (Joseph Bologna). Per a un xou porten a l'ídol de Stone, l'actor anglès Alan Swan (Peter O'Toole), una vella glòria alcoholitzada i vinguda a menys, que es presenta als enregistraments totalment embriac per la qual cosa Kaiser està disposat a prescindir de l'actor. Benjy s'ofereix a mantenir-lo sobri durant el rodatge i procurarà que l'estada d'Alan sigui satisfactòria. En la subtrama Benjy intenta una aproximació romàntica amb la seva companya de treball K. C. Downing (Jessica Harper), assessorat per Swan.
La història és narrada des de l'òptica de Benjy Stone.

## Repartiment
- Peter O'Toole: Alan Swann
- Mark Linn-Baker: Benjy Stone
- Jessica Harper: K.C. Downing
- Joseph Bologna: Stan "King" Kaiser
- Bill Macy: Sy Benson
- Ramon Sison: Rookie Carroca
- Lainie Kazan: Belle Carroca
- Lou Jacobi: Oncle Morty
- Adolph Green: Leo Silver
- Anne De Salvo: Alice Miller
- Basil Hoffman: Herb Lee
- George Wyner: Myron Fein
- Cameron Mitchell: Karl Rojeck
- Selma Diamond: Lil
- Corinne Bohrer: Bonnie
- Gloria Stuart: Mrs. Horn
- Cady McClain: Tess Swann

## Premis
La pel·lícula li va suposar a Peter O'Toole nominacions al Globus d'Or al millor actor musical o còmic i a l'Oscar al millor actor, Lainie Kazan també va ser nominada al Globus d'Or a la millor actriu secundària i la pel·lícula en la categoria de comèdia del mateix premi el 1983.